# Запоріжжя (Покровський район)
Запорі́жжя — село Покровської міської громади Покровського району Донецької області, в Україні. У селі мешкає 238 людей.

## Загальні відомості
Відстань до райцентру становить близько 31 км і проходить автошляхом Т 0515. Землі Запоріжжя межують із територією села Андріївка Великоновосілківського району Донецької області.

## Населення
За даними перепису 2001 року населення села становило 238 осіб, із них 87,39 % зазначили рідною мову українську та 12,61 % — російську.